# Myriocoleopsis fluviatilis
Myriocoleopsis fluviatilis är en bladmossart som först beskrevs av Franz Stephani, och fick sitt nu gällande namn av M.E.Reiner et Gradst.. Myriocoleopsis fluviatilis ingår i släktet Myriocoleopsis och familjen Lejeuneaceae. IUCN kategoriserar arten globalt som sårbar. Inga underarter finns listade i Catalogue of Life.